# 句容市东进林场
句容市东进林场是位于江苏省句容市大茅山西麓的一个国营林场，是镇江市的五个国营林场之一。党务属中共句容市委茅山风景区工作委员会管辖。
林场历史可追溯至民国初期建立的江苏省林业试验场。1928年迁至茅山，改称茅山林场。1960年，为纪念陈毅、粟裕率领新四军东进抗日，成立东进林场总部。同年，中共江苏省委、江苏省军区发动战士、林场职工、农民及学生，在大茅峰西坡，通过植树造出陈毅题写的“东进林”三字。1964年，与茅山林场合并，仍称东进林场，即句容县东进林场。1973年，剥离出磨盘山林场。
1985年时，林场拥有山地2.2万亩，其中林地2.1万亩。2012年及之前，在国家统计局网站统计中，所在区域以句容市东进林场之名列为句容市的一个类似乡级单位。